# Montopoli di Sabina
Montopoli di Sabina är en ort och kommun i provinsen Rieti i regionen Lazio i Italien. Kommunen hade 4 074 invånare (2018).